# Lillian Fuchs
Lillian Fuchs (* 18. November 1902; † 5. Oktober 1995 in Englewood/New Jersey) war eine US-amerikanische Bratschistin, Hochschullehrerin und Komponistin.

## Leben und Wirken
Fuchs hatte als Kind Klavierunterricht und begleitete ihren Bruder, den Geiger Joseph Fuchs auf dem Klavier. Am New York Institute of Musical Art (heute Juilliard School) studierte sie dann Geige bei Louis Svećenski und Franz Kneisel und Komposition bei Percy Goetschius. Sie debütierte 1926 als Geigerin, wechselte dann aber zur Bratsche und wurde Mitglied des Perole String Quartet, dem sie bis Mitte der 1940er Jahre angehörte. Daneben tourte sie als Solistin durch die USA und Europa und trat mit ihren Brüdern Joseph und Harry als Kammermusikerin auf.
Als Mitglied der von ihrem Bruder Joseph mitbegründeten Musicians Guild, der auch Leo Smit, Leonard Rose, Frank Sheridan und das Kroll Quartet angehörten, wurde sie mit zahlreichen Auftritten in der Town Hall eine zentrale Persönlichkeit des New Yorker Musiklebens. 1953 trat sie als Solistin beim Casals-Festival in Prades auf, im Laufe der folgenden Jahre auch bei den Sommermusikfestivals in Aspen und in der Kneisel Hall in Blue Hill.
1947 komponierte Bohuslav Martinu für sie und ihren Bruder Joseph eine Reihe von Madrigalen für Geige und Bratsche; ihr widmete er auch die 1955 entstandene Sonata for Viola and Piano. Auch weitere Komponisten schrieben Werke für sie, so Jacques de Menasce eine Sonata for Viola and Piano (1957), Quincy Porter ein Duo for Viola and Harp und ein Duo for Violin and Viola (1962) und Vittorio Rieti ein Triple Concerto for Violin, Viola, Piano and Orchestra (1973). Fuchs selbst komponierte u. a. Konzertstücke für die Geige und Bratsche und transkribierte Mozarts Violinkonzert KV 216 und Bachs Cellosuiten für ihr Instrument. Vielfach verwendet wurden ihre Studienstücke für Bratsche (Fifteen Characteristic Studies, 1965, Twelve Caprices, 1950 und Sixteen Fantasy Études, 1961), die William Primrose hoch schätzte.
Während ihrer ganzen Laufbahn war Fuchs als Lehrerin aktiv. Sie begann 1962 an der Manhattan School of Music, lehrte ab 1971 an der Juilliard School und in den 1980er Jahren am Mannes College of Music. Ihre prominentesten Schüler waren Isaac Stern und Pinchas Zukerman. In ihren späteren Jahren trat sie auch mit ihren Zwillingstöchtern Barbara Stein Mallow (Cello) und Carol Stein Amado als Lillian Fuchs Trio auf.